# Йигевамаа
Йи́гевамаа (ест. Jõgevamaa або Jõgeva maakond) — повіт в Естонії, розташований в східній частині країни.
Адміністративний центр — місто Йигева.

## Географія
Центр і захід повіту розташовані в межах Середньо-Естонської рівнини. На схід висота території падає до базису ерозії— рівня Чудського озера, берегова лінія повіту складає 30 км.
На території повіту розташовані частини території Ендласького і Алам-Пед'яського заповідників.
Річки: Куллавере.

## Населення
Для повіту, як і в цілому для Естонії, характерний природний спад населення. На 01.01.2006 в ньому проживали 37.473 особи, з яких 47,2 % чоловічої та 52,8 % жіночої статі. Загальний коефіцієнт народжуваності в повіті склав у 2006 р. 8,8 ‰, смертності — 13,5 ‰, а коефіцієнт природного спаду відповідно −4,8 ‰. У відмінності від сусіднього повіту Іда-Вірумаа, у Йигевамаа переважає естонське населення. Естонці становлять 90,2 % населення, росіяни — 7,6 %, українці, фіни, білоруси, німці, татари, вірмени та ін. — 2,2 %. 16,6 % знаходяться у віці 0-14 років, працездатне населення 66,1 %, старше 65 років 17,4 %. Густота населення в повіті становить 69,5 ос./км2.

## Адміністративно-територіальний поділ
З 2017 року поділяється на 3 волості:
Йигева
Муствее
Пилтсамаа

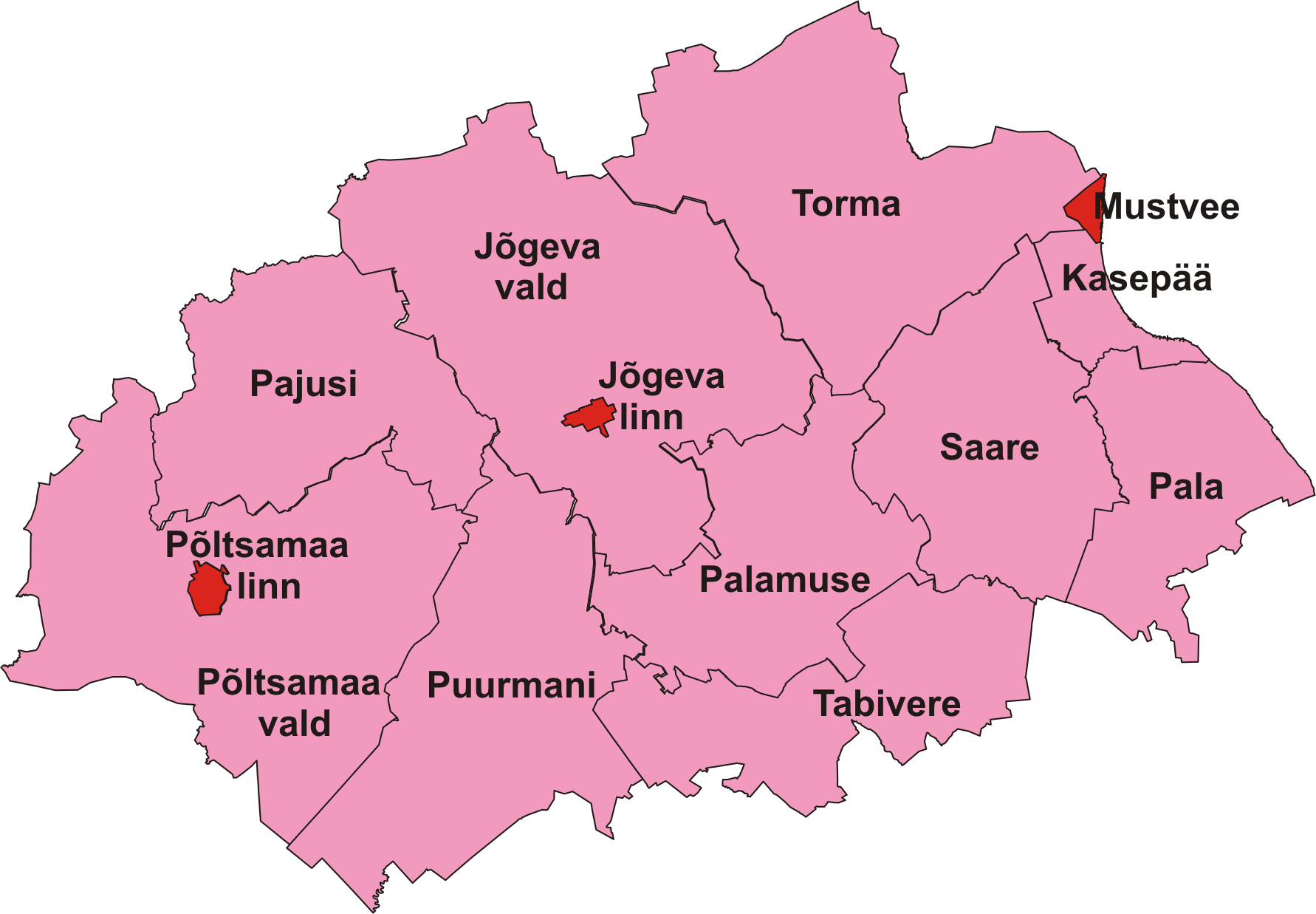
Муніципалітети повіту Йигевамаа

До 2017 року повіт поділявся на 13 муніципалітетів: 3 міські та 10 волостей.
|                        | Назва     | Назва          | Площа,      | Населення |
| укр.                   | ест.      | км2            | (1.01.2015) |           |
| ---------------------- | --------- | -------------- | ----------- | --------- |
| Міські муніципалітети: |           |                |             |           |
|                        | Йигева    | Jõgeva linn    | 3,86        | 5477      |
|                        | Муствее   | Mustvee linn   | 5,45        | 1320      |
|                        | Пилтсамаа | Põltsamaa linn | 5,99        | 4111      |
| Волості:               |           |                |             |           |
|                        | Йигева    | Jõgeva vald    | 458,0       | 4139      |
|                        | Казепяе   | Kasepä vald    | 40,9        | 1162      |
|                        | Пала      | Pala vald      | 156,7       | 1040      |
|                        | Паламузе  | Palamuse vald  | 216,0       | 2058      |
|                        | Паюзі     | Pajusi vald    | 232,4       | 1153      |
|                        | Пилтсамаа | Põltsamaa vald | 416,9       | 3740      |
|                        | Пуурмані  | Puurmani vald  | 292,7       | 1391      |
|                        | Сааре     | Saare vald     | 224,7       | 1149      |
|                        | Табівере  | Tabivere vald  | 201,0       | 2210      |
|                        | Торма     | Torma vald     | 349,3       | 1891      |

## Галерея

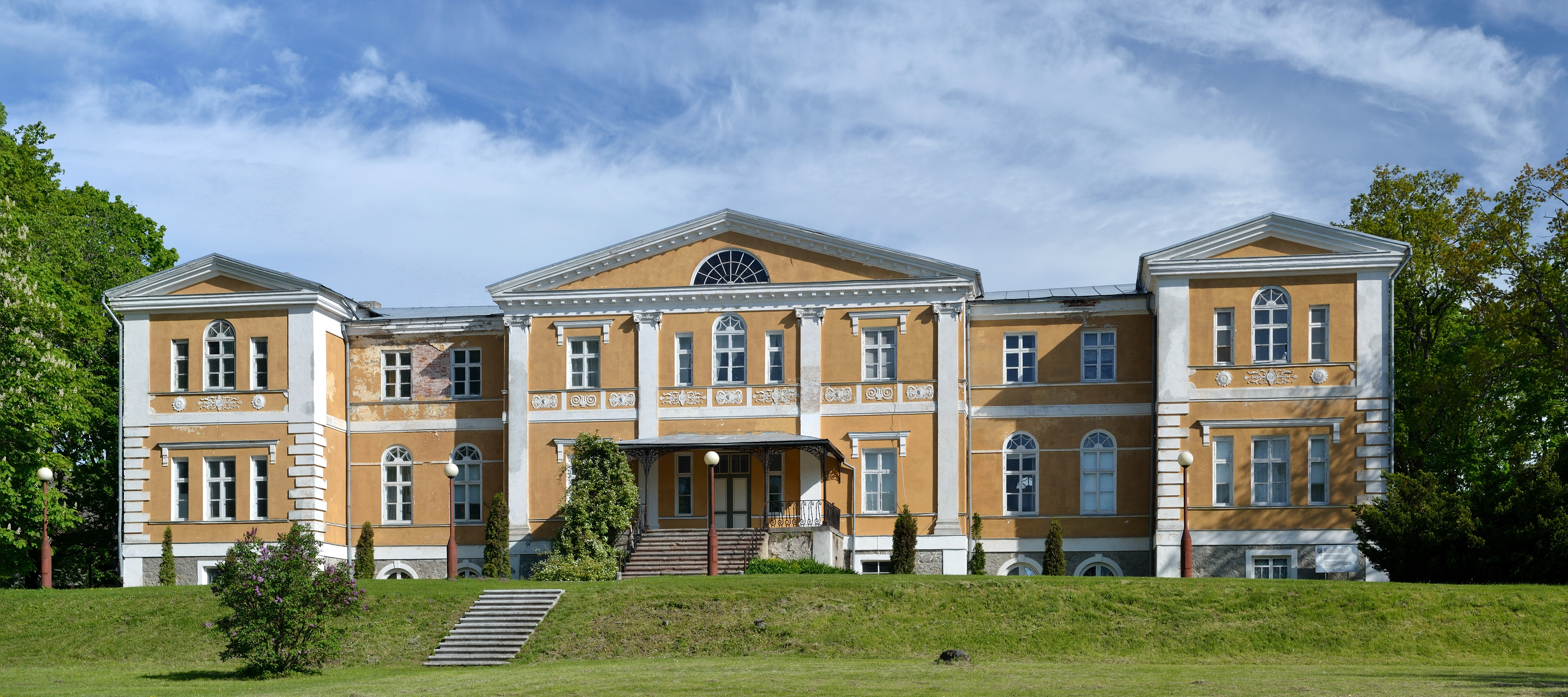
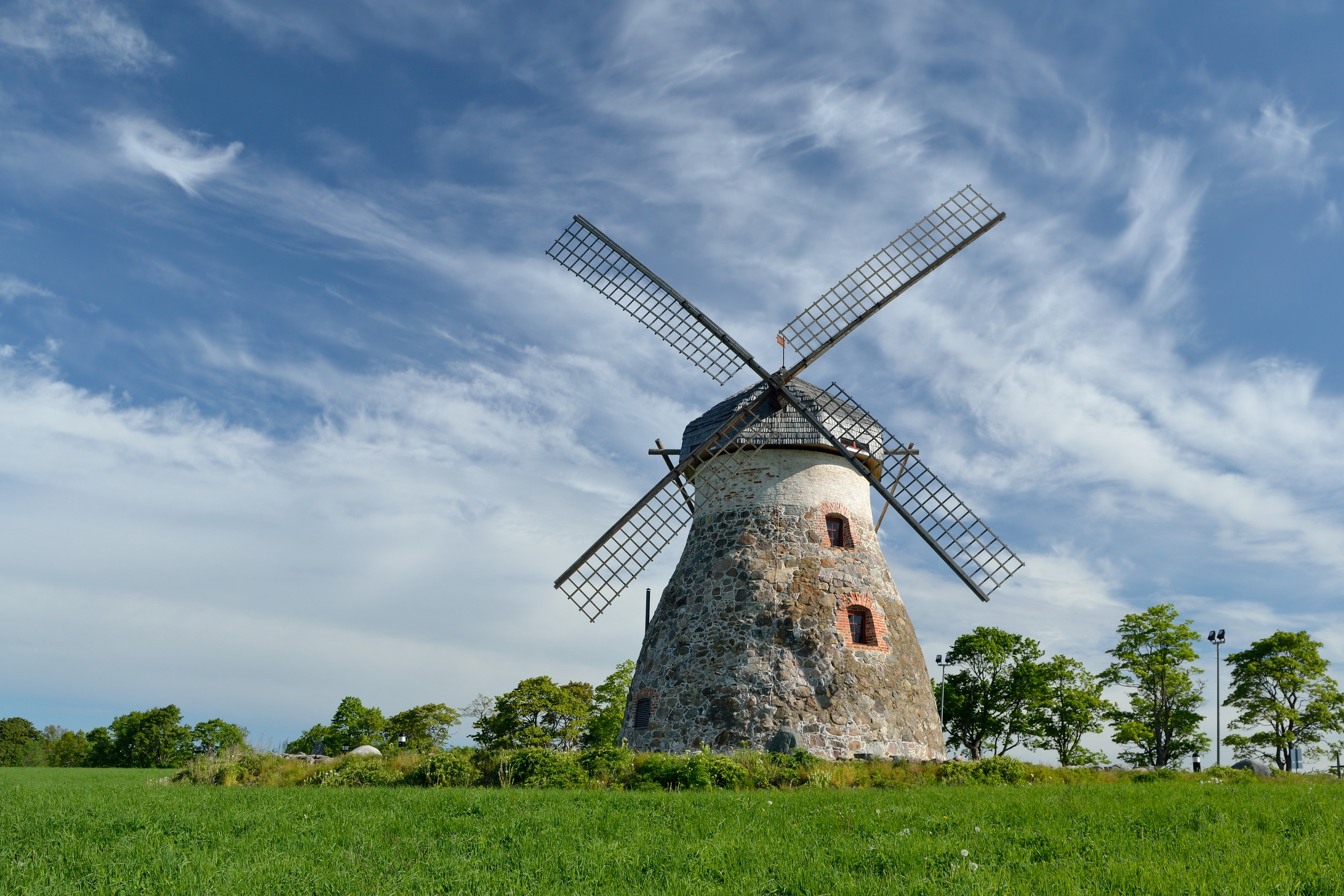
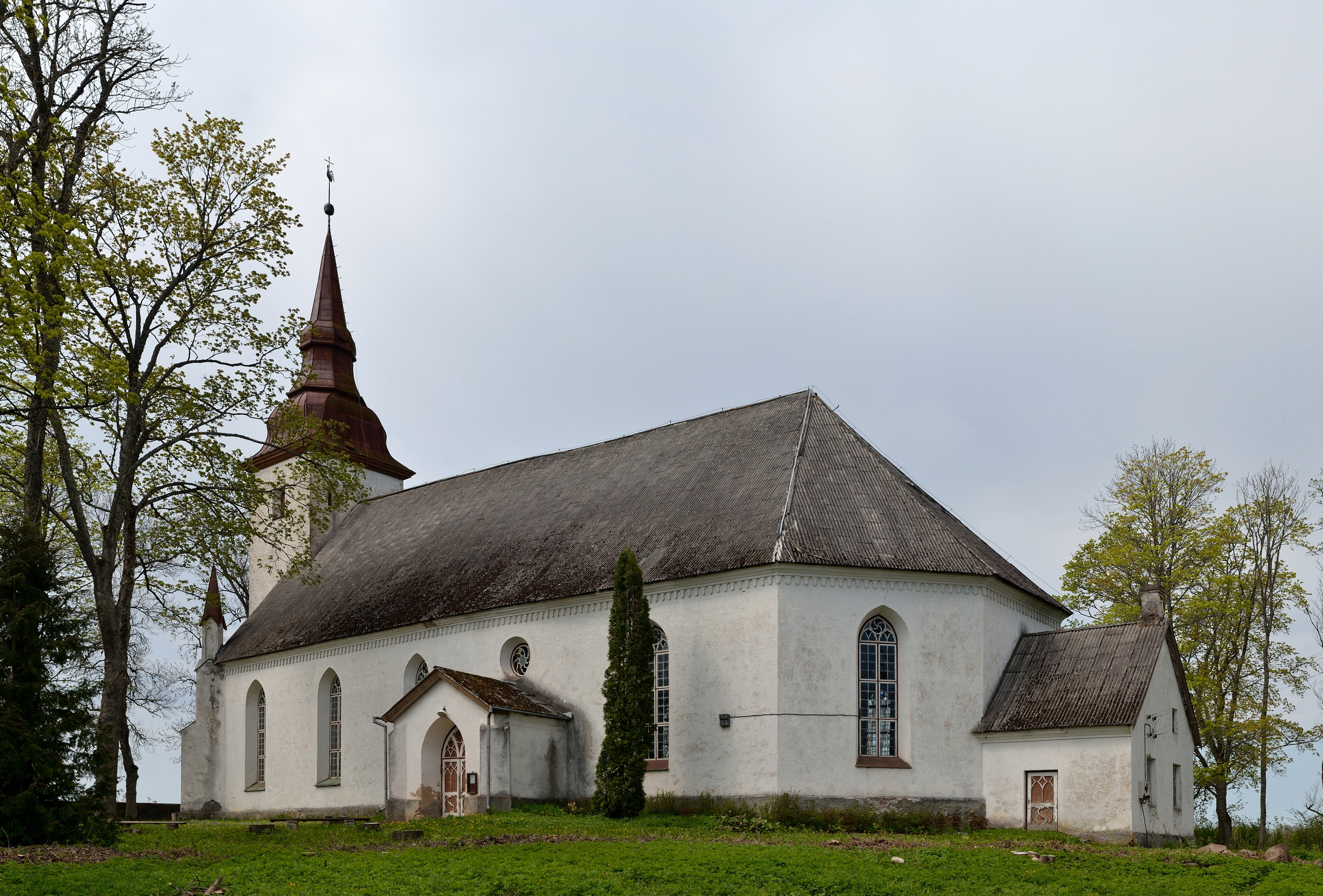
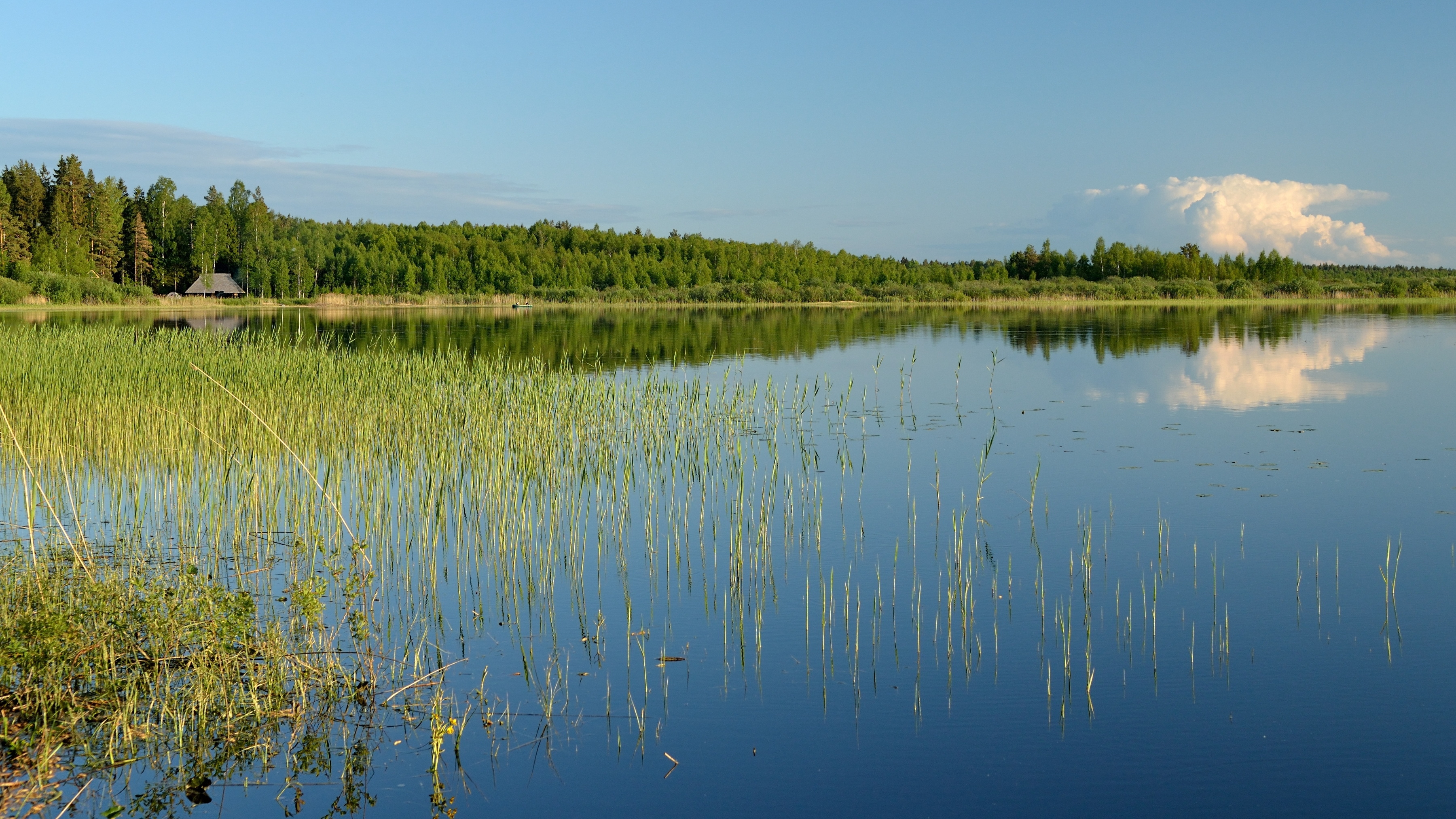
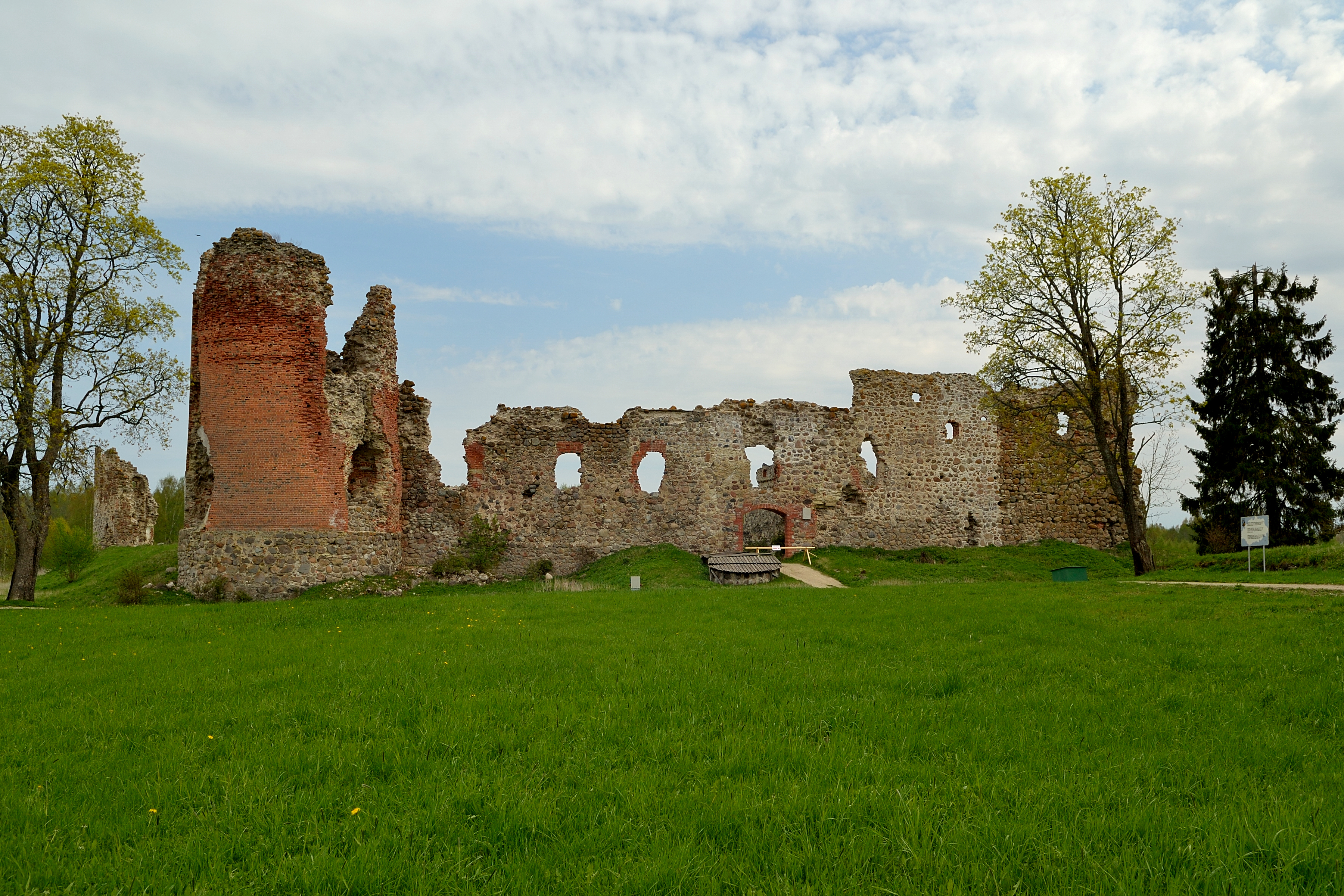
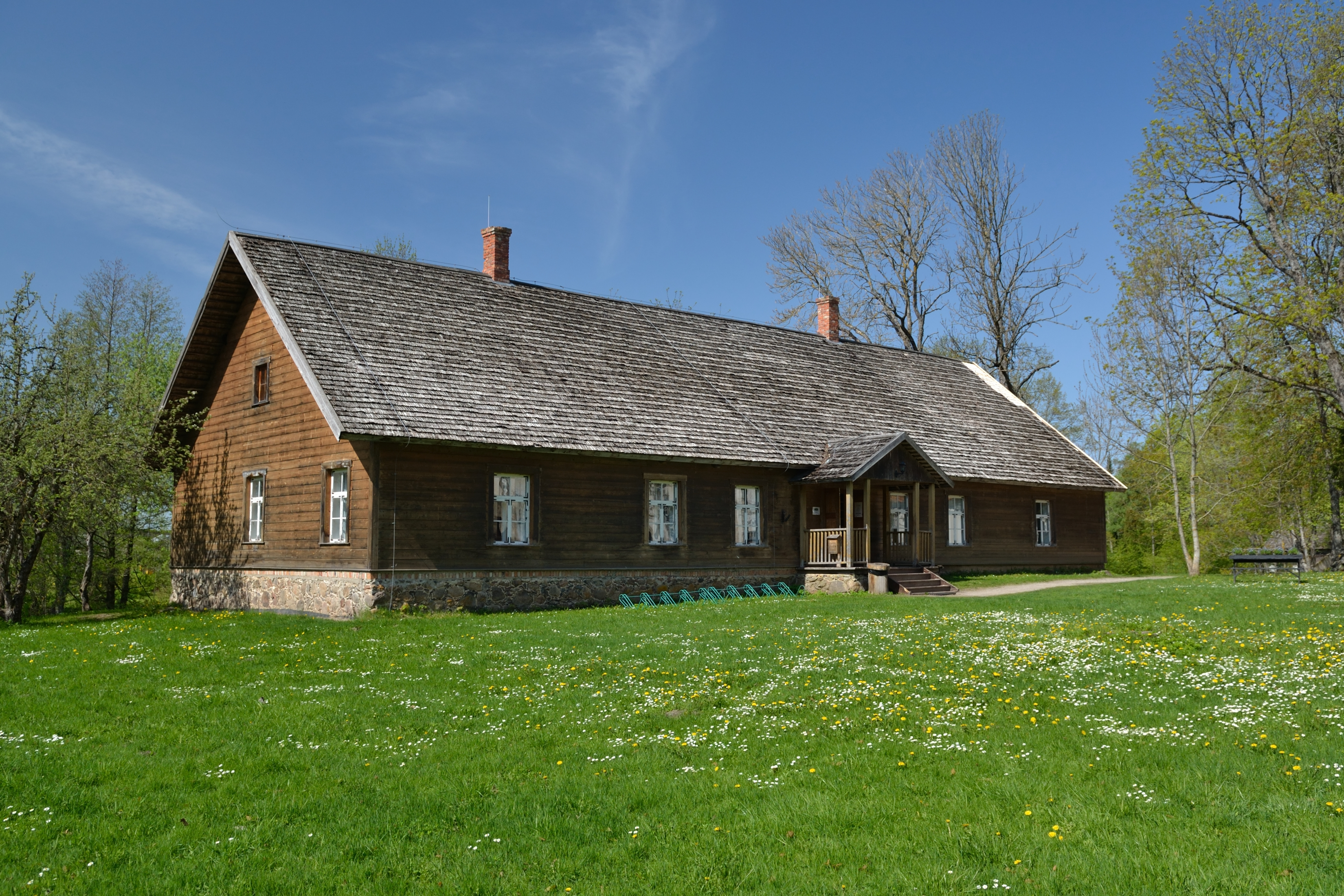

## Найбільші населені пункти
| Назва     | Назва          | Населення   |
| укр.      | ест.           | (1.01.2015) |
| --------- | -------------- | ----------- |
| Йигева    | Jõgeva linn    | 5477        |
| Пилтсамаа | Põltsamaa linn | 4111        |
| Муствее   | Mustvee linn   | 1320        |